# Антиратне поруке студентског протеста
На Антиратним студентским протестима 1992. године издвајале су се антиратне поруке које су стварали сами студенти. Иако се као централни догађај протеста најчешће издваја15. јун, протести су трајали до краја лета, након чега је привремено прекинут уз најаву да ће се наставити почетком следећег семестра. То се није десило. Највећи домет студентских протеста је био када се на Студентском тргу испред зграде Ректората Београдског Универзитета окупило преко 10.000 студената и грађана који су их подржали. 

## Поруке протеста
- Да ли знате где је ваше склониште?
- Да ли сте планирали дугачак годишњи одмор?
- Да ли је гето наша судбина?
- Да ли нам прети глад?
- Колико ћете издржати без посла?
- Председниче, да ли ће нас бомбардовати?
- Председниче, зашто немамо пријатеље?
- Против мрака жмурење не помаже
- С вама нема неизвесности
- Фабрика Слобода у штрајку
- Надам се да ниси диносаурус, изумирао би 30 милиона година
- Грађани шта мислите о студентском штрајку?
- Где ћете на одмор ове године?
- Пристали би они на отворен дијалог али немају довољно људи
- Београде, стомак ти је празан, деца мртва, част упрљана а ти спаваш
- Не мења се вера за вечеру, али се од глади не може заспати
- Дижите главе а не руке
- Мењам индекс БУ за чланску карту земљорадничке задруге
- Агит Проп
- Свет није антисрпски, Слоба је антисветски
- Ово није журка
- Студенти који су добили позив за мобилизацију јавите се у собу Ректорат пресс бр. 2
- Градска чистоћа је уз нас
- Колико ћете издржати без посла?
- Нећу да пуцају на мене да ме мрзи цео свет да носим пироси да пијем голф колу да гледам партизанске филмове да...
- Молим те дођи да ми помогнеш да откачим оног што ме тера да радим оно што нећу
- Председниче поздравио те Рамбо
- Штрајк!!!
- Покушавамо све да пробудимо другу Србију. Биће тешко. Једноставно, мало је петлова на толико спавача.
- Шта ћемо пити кад нестане хлора?
- Оставка!
- Добар дан бедо
- Тарантула влада Србијом
- Нећу да радим као коњ а да живим као псето
- Слоба је запалио жито
- Слободан је Милошевић, а Србија?
- Ко хоће нешто да учини нађе начин, ко неће ништа да учини нађе оправдање.
- Доста!
- Боље нова влада него концентрациони логор.
- Смрт Лаж Обмана Беда Опело Деструкција Ароганција Несрећа Мобилизација Инат Лудило Орвел Шовинизам Ембарго Вожд Изолација Ћао
- Док је власт болесна нема изласка из карантина
- Студије сам завршила у року, посао нећу добити никад, домовину сам изгубила за сва времена, осим првог све друго је њихова заслуга.
- Одгађање краде време (народ)
- Браћо и сестре придружите ми се ударничка значке чекају преживеле
- Ако не падну они пашће бомбе
- Затворимо се на факултете док их има
- Мама ово је страшно! Мама ово је страшно! Мама ово је страшно! Желите ли мир? Време је за промену!
- Мењам Слобу за кило леба
- Дај ми телевизију померићу ти мозак
- Љубав за слободом је једина наша заразна болест
- Нико не воли онога кога се боји - Аристотел
- Не желимо да будемо изгуубљена генерација - Е. Хемингвеј Фармацеутски факултет
- Не знамо како је без њега али знамо како је са њим
- Ми смо ваша деца
- Усамљена девојка тражи пријатеља (могућа конфедерација)
- У ком склоништу ћемо полагати испите
- Не треба да пробамо крв да бисмо знали каквог је укуса, учимо из туђег искуства
- Слобода се пише без Н - Студенти Београда
- Затворите телевизоре отворите очи
- Нас плаћају Аристотел, Еко, Декарт, Данте, По, Њутн, Џојс, Ками и остала белосветска багра, као и мангупи у нашим редовима Тесла, Пупин
- Живот Сада
- Мењам кућу на спрат за кућу с подрумом
- У светлу будућност се не стиже са 30л бензина
- Добро јутро, ово изнад нас је бомбардер
- Од колевке па до гроба најбрже нас води _ _ _ _ _
- Ко је запалио жито? Студент није!
- Његов лик је светлео док нас очи нису заболеле
- Мењам место на небу за векну хлеба
- Ово је година расплета 1992
- Слобо обрадуј фамилију
- Испит: Да ли ће Србија дати услов у јуну?
- Да ли сте гладни?
- Идите! Заједно смо слабији!
- Ју верзија завади па владај - владај па завади да би остао на власти
- Није сваки човек слободан а ни обрнуто
- Нећемо Све По Старом
- Радио Телевизија Срамоте
- РТС Оставка пропале политике
- Све са тобом је ништа, ништа без тебе је све
- Од ваше руже имамо само трње
- Срби на Титанику
- Далеко је али близу крај председниче
- Размислите јуче-данас-сутра докле тако
- СПС изгледа шашаво али делује
- МИР
- Један за све
- Хоћемо да живимо у Европи
- Онај који мисли као сви други и не мисли бог зна шта!
- Увек је имао велику душу више хиљада људи на њој
- Рат је, нема шта да бринеш, сигурно ћеш да погинеш
- Оглас: У месту не знам ком, у улици не знам којој изгубио сам живот. Молим поштеног налазача да ми га врати следи награда. Шифра: Балкан 1991. и 1992.
- Америка и Енглеска биће земља пролетерска
- Истина - Време да разум најзад победи - Све ово је врло озбиљно - Српска интелигенција против лоше политике, немаштине, незапослености...
- Код нас нема незамењивих има само устоличених
- Што је више клевете и лажи ми смо себи милији и дражи
- Дајмо крв биће нас више
- Док живиш буди жив
- Ми јесмо у кавезу ал нисмо мајмуни
- Слобо угледај се на пролеће. И пролеће је отишло, а ти?
- Ако си ти слободан ја се не осећам тако
- Кењај прецизно, ниси ЈНА
- Одлази!
- Или ти или ми
- Када изгубите посао нећете моћи да штрајкујете
- Ко ако не ми, кад ако не сад
- Не кради, власт мрзи конкуренцију
- Ректорат је запалио жито

## Списак референци
1. ↑  „StudentskiProtest - Studentski protest 1992”.
2. ↑  Prosic-Dvornic, Mirjana (1993). „Enough! Student Protest '92: The Youth of Belgrade in Quest of "Another Serbia"”. Anthropology of East Europe Review (на језику: енглески). 11 (1 & 2): 127—137. ISSN 2153-2931.